# Mauerschädel

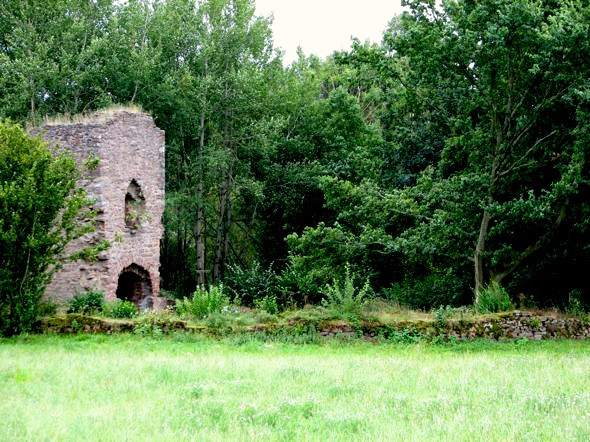
Die Ruine Mauerschädel im Sommer 2007

Die Ruine Mauerschädel ist die Ruine einer Wehrkirche in der Rhön, gelegen im Landkreis Rhön-Grabfeld.

## Geographische Lage
Die Kirchenruine Mauerschädel liegt in einer sanften Talsenke unmittelbar neben dem Dorf Filke, einem Ortsteil der Gemeinde Willmars. Die Ruine liegt direkt an der Landesgrenze zwischen Thüringen und Bayern.

## Geschichte
Um das Jahr 770 gibt es die erste urkundliche Erwähnung eines Ortes „Biscofestat“ (Bischofsstadt? – mit angeblich über 300 Bäckern), zu dem die Kirchenruine Mauerschädel ursprünglich gehört haben soll. Ein gewisser Adelher schenkte diese Landgüter dem Kloster Fulda. In diesem Zusammenhang gab es zwei weitere verschwundene Gemeinden, „Solzach“ und „Hoitino“.

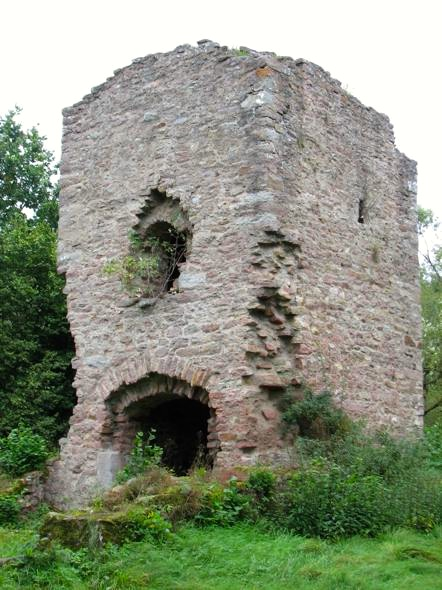
Reste des Turms der Ruine Mauerschädel

Der Bau der Kirche wird um das Jahr 1000 angenommen. 1334 soll das Dorf Bischofs noch existiert haben – einhundert Jahre später wird es als „wüst“ bezeichnet. Der Sage nach sollen einfallende Hunnen das Dorf Bischofs zerstört und ein Massaker unter den Christen angerichtet haben. 1458 wird zum ersten Mal der Ort Filke erwähnt – „Zum Bischof in der Filken“.
Bei Untersuchungen 1903 soll festgestellt worden sein, dass die Ruine nicht – wie angenommen – Reste eines Frauenklosters, sondern die Kirche des ehemaligen Ortes Bischofs war. In der Ruine sind noch heute die Gaden der Kirche erkennbar.
Die innerdeutsche Grenze verlief ursprünglich zwischen Altarraum und Kirchenschiff. In den 1970er Jahren wurde die gesamte Ruine von der deutsch-deutschen Grenzkommission dem Freistaat Bayern und damit der Bundesrepublik zugeordnet.

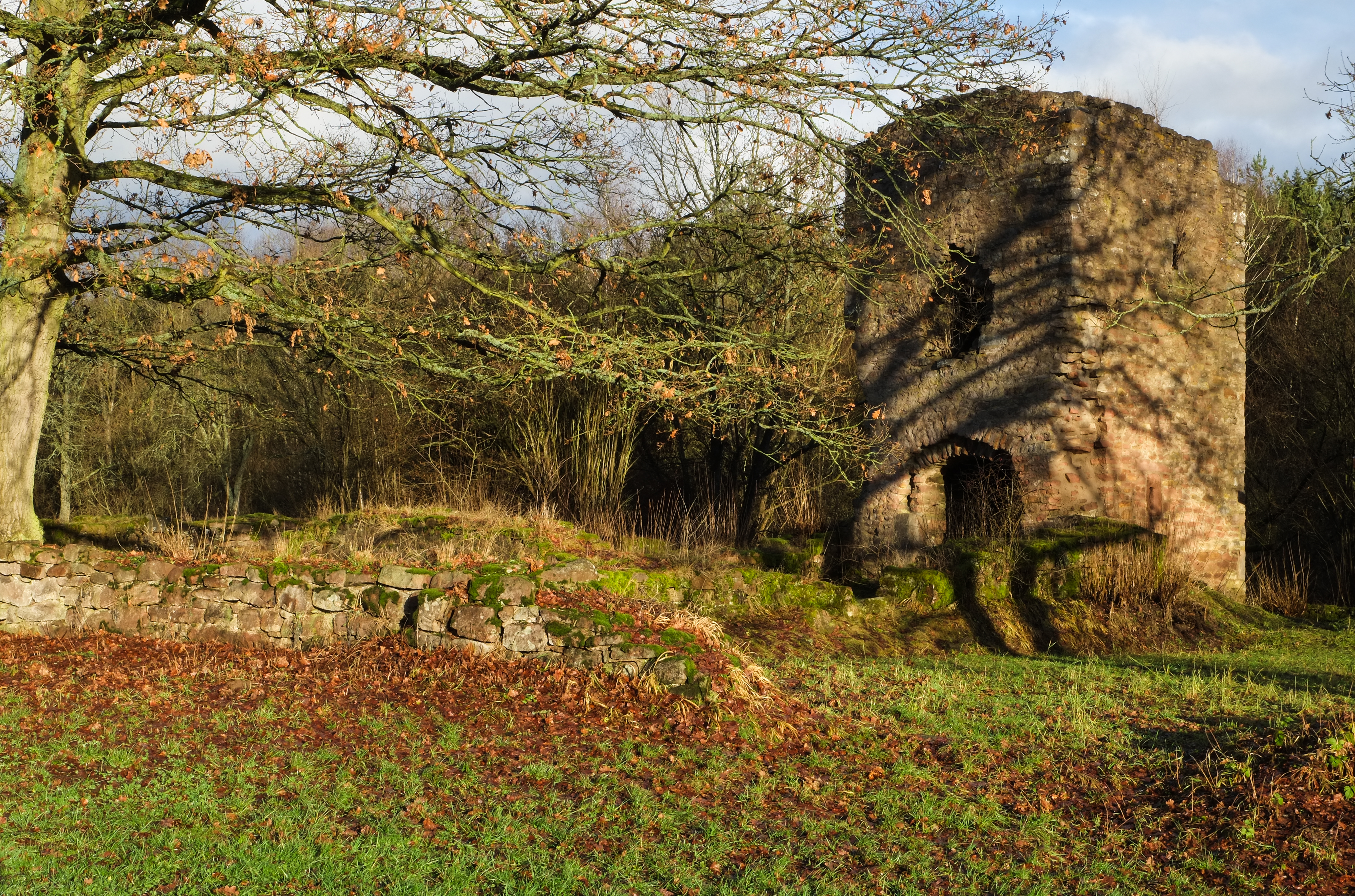
Überreste Kirchturm und Kirchenmauern
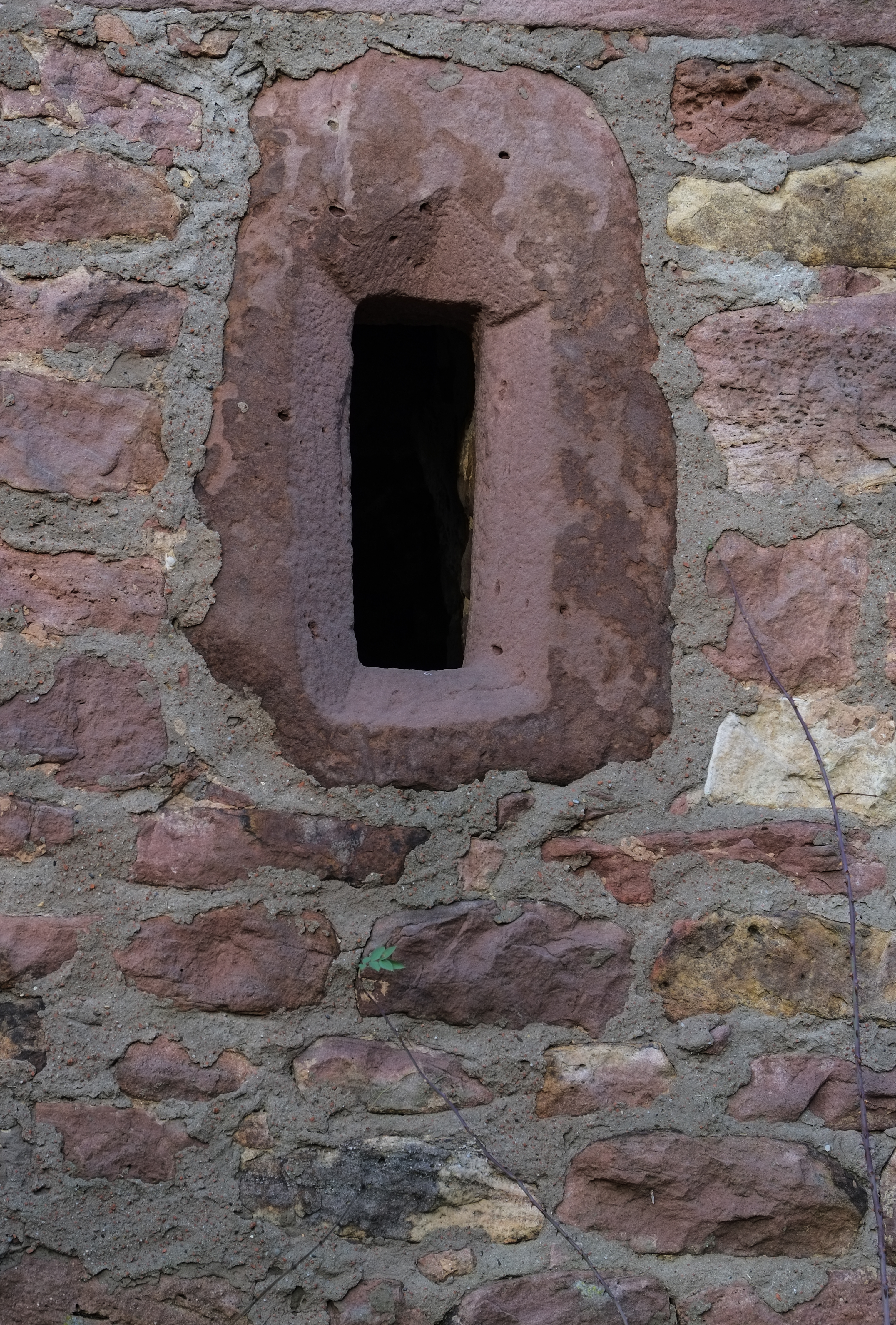
Fenster am Turm
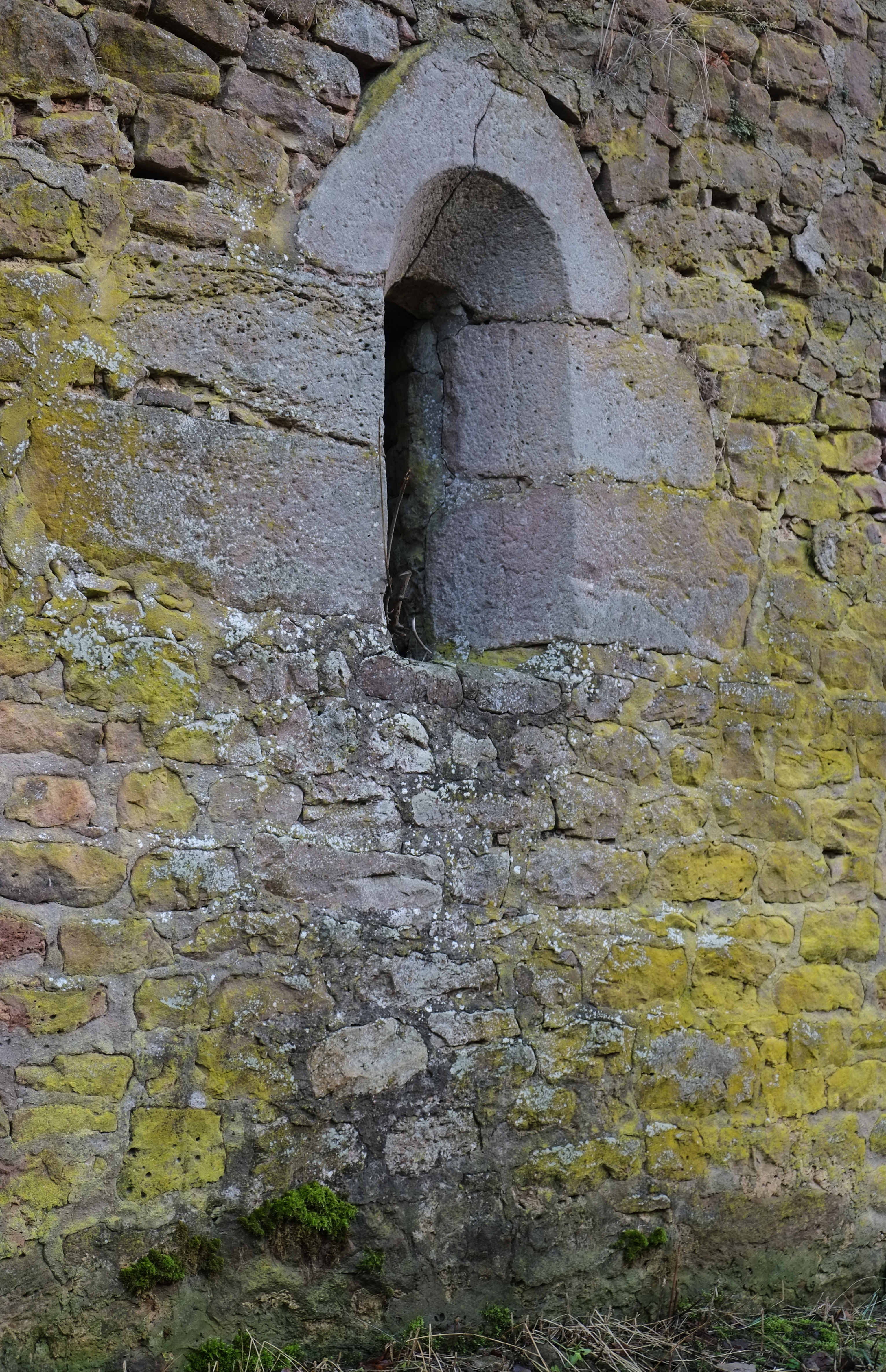
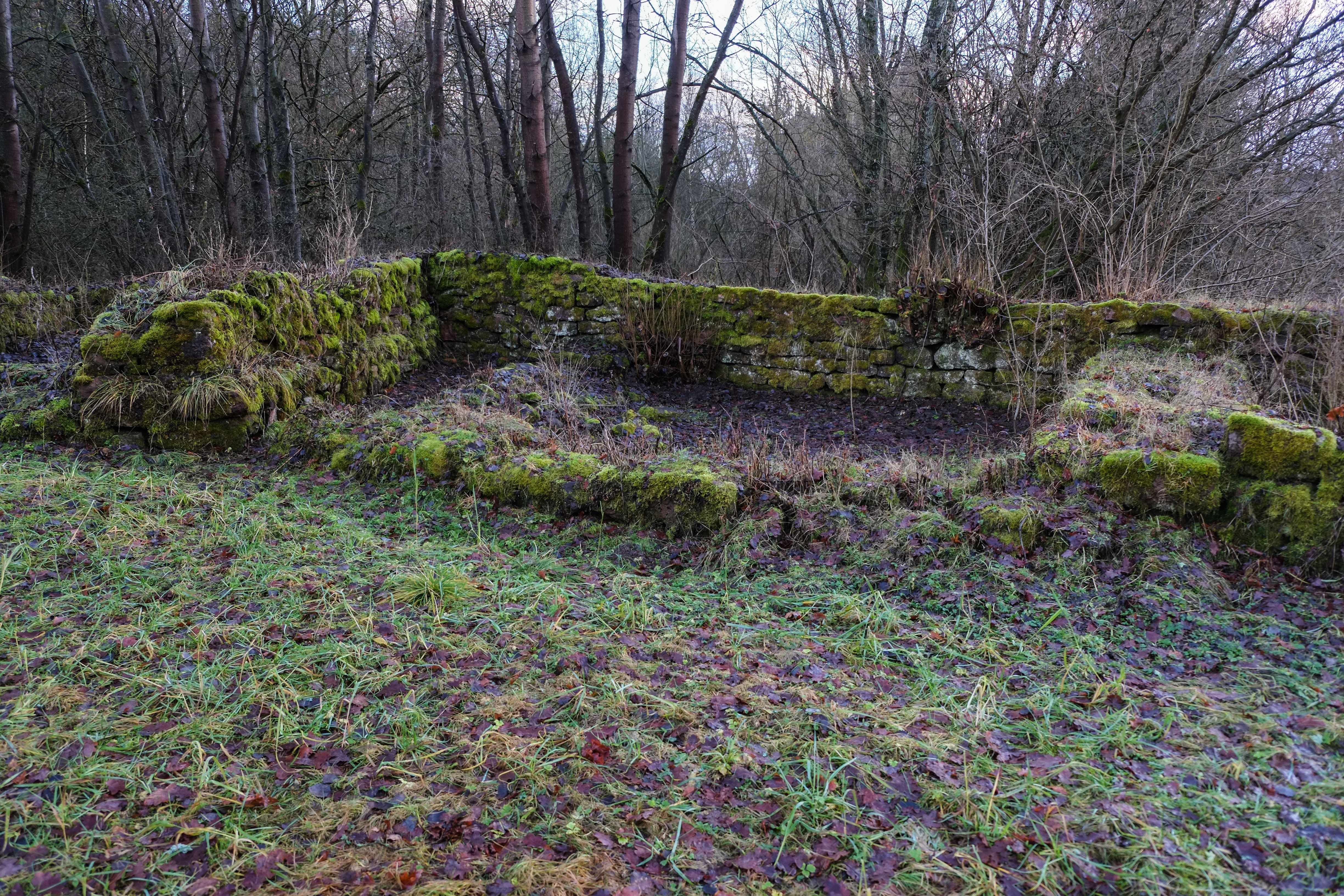
Reste der Gaden
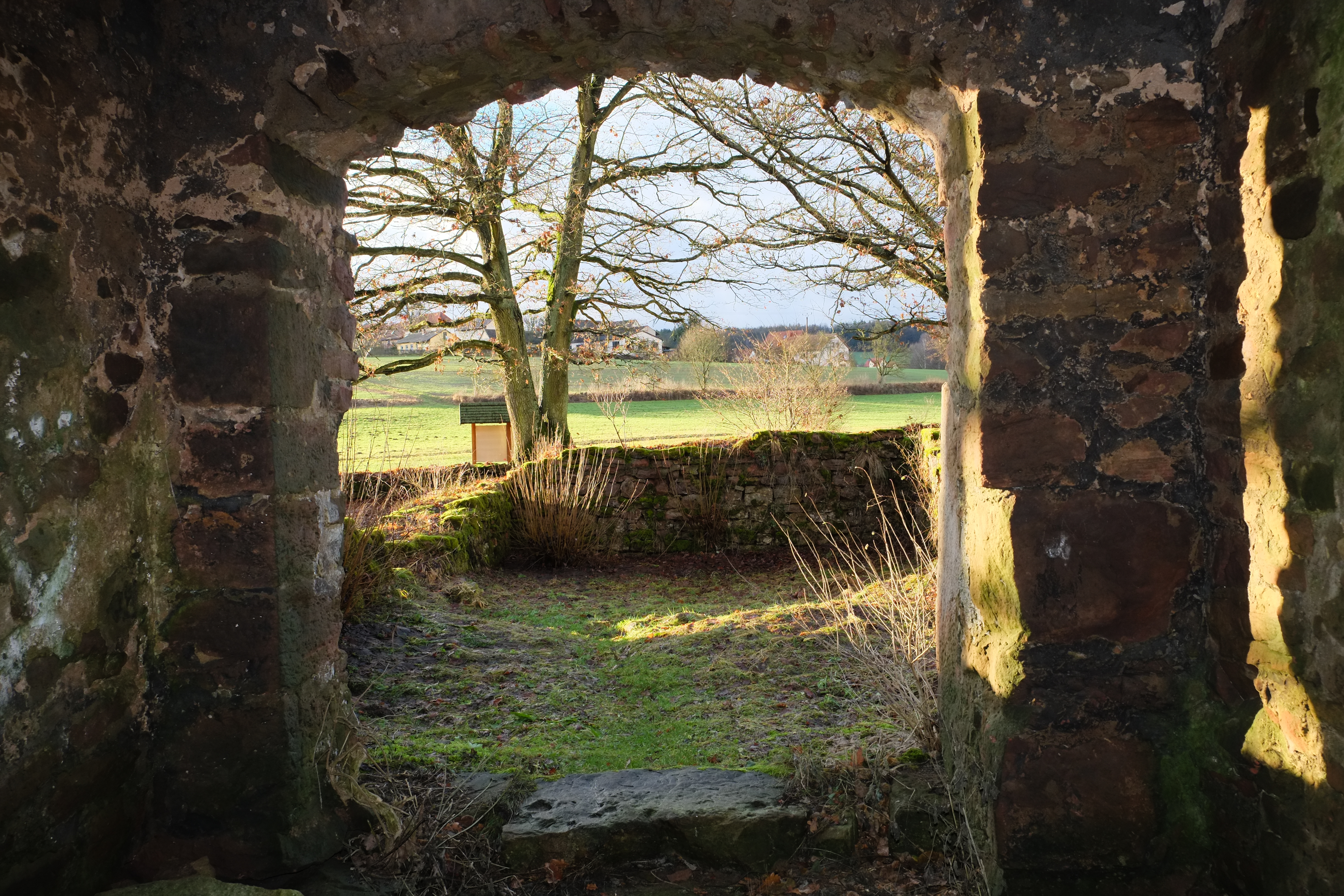
Blick aus dem Kirchturm nach Filke
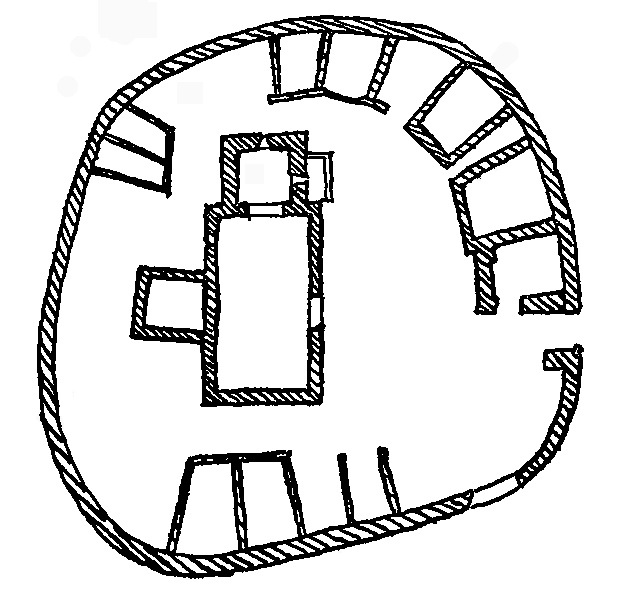
Lageskizze vom Mauerschädel